# Giacomo Antonio Perti
Giacomo Antonio Perti (Crevalcore, 6 de junio de 1661 – Bolonia, 10 de abril de 1756) fue un compositor italiano del periodo barroco. Su actividad artística tuvo lugar principalmente en la ciudad de Bolonia, donde fue maestro de capilla durante 60 años. Tuvo por alumnos a Giuseppe Torelli y Giovanni Battista Martini.

## Biografía
Antes de cumplir 10 años se trasladó de Crevalcore a Bolonia, para estudiar música con su tío Lorenzo Perti, maestro de capilla de la catedral de San Pietro en esta ciudad. Una de sus primeras obras fue una misa a 8 voces que se interpretó en 1678 en la iglesia S. Tomaso al Mercato. En 1681, fue admitido en la Accademica Filharmonica como compositor y unos meses más tarde se trasladó a Parma durante unos meses para estudiar contrapunto bajo la dirección de Giuseppe Corsi. Entre 1682 y 1690 residió principalmente en Bolonia, donde compuso gran número de obras de música sacra y óperas, viajando en diferentes ocasiones a Venecia y Florencia para la producción de las óperas. En 1690 reemplazó a su tío Lorenzo como maestro de capilla en S. Pietro (Bolonia) y unos años después recibió el nombramiento de maestro de capilla en la basílica de San Petronio.

## Obra
Es reconocido principalmente por su música sacra y óperas. Compuso 120 salmos, 54 motetes, 28 misas, además de oratorios, magnificats y cantatas. Su estilo está muy influenciado por Giacomo Carissimi, Antonio Cesti y Luigi Rossi.

## Óperas
- Marzio Coriolano, 1683
- Oreste in Argo, 1685
- L'incoronazione di Dario, 1686
- La Flavia, 1686
- La Rosaura, 1689
- Dionisio Siracusano, 1689
- Brenno in Efeso, 1690
- L'inganno scoperto per vendetta, 1691
- Il Pompeo, 1691
- Furio Camillo, 1692
- Nerone fatto cesare, 1693
- La forza della virtù, 1694
- Laodicea e Berenice, 1695
- Penelope la casta, 1696
- Fausta restituita all'impero, 1697
- Apollo geloso, 1698
- Lucio Vero, 1700
- Astianatte, 1701
- Dionisio re di Portogallo, 1707
- Il Venceslao, ossia Il fraticida innocente, 1708
- Ginevra principessa di Scozia, 1708
- Berenice redina d'Egitto, 1709
- Demetrio, 1709
- Rodelinda regina de' Longobardi, 1710
- Un prologo per il cortegiano, 1739